# جورج رو (كاتب)
جورج رو (بالفرنسية: Georges Roux)‏ هو عالم آشوريات وكاتب فرنسي، ولد في 16 نوفمبر 1914، وتوفي في 12 أغسطس 1999.